# 中華民國—吐瓦魯關係
中華民國—吐瓦魯關係是指中華民國與吐瓦魯之間的外交關係。

## 歷史
- 1979年9月19日，中華民國與吐瓦魯建立大使級外交關係。[1][2]

- 1979年-1998年，吐瓦魯事務由駐東加王國大使兼轄。[1]

- 1998年11月2日，因中華民國與東加王國中止外交關係，吐瓦魯事務改由駐索羅門群島大使兼轄。[1]

- 1998年12月25日，中華民國政府在富納富提設立大使館，由駐索羅門群島大使兼辦使事。[1]

- 2004年4月1日，中華民國政府派任常駐大使。[1]

- 2009年8月8日，臺灣遭逢莫拉克風災，吐瓦魯捐助中華民國21萬美元，相當於該國一年國內生產毛額的1%。[3]

- 2013年3月14日，吐瓦魯政府在臺北設立大使館。[4]

## 高層互訪

### 現任吐瓦魯政府高層
國家元首代表 總督：法拉尼（Tofiga Vaevalu Falani），2021年9月就任。
行政首長 總理：戴斐立（Feleti Penitala Teo） 2024年2月就任，任期4年
國會議長 議長：依塔雷理（Iakoba Taeia Italeli） 2024年2月就任

#### 吐瓦魯高層訪中華民國團（1986年1月後）
| 國家元首                              |                                                                    |              |
| 總督劉賓納 （Tupua Leupena）          | 1990年7月                                                          |              |
| 總督 （Toaripi Lauti）                | 1991年10月                                                         |              |
| 總督曼努艾拉 （Tulaga Manuella）      | 1997年9月                                                          |              |
| 總督 （Tomasi Puapua）                | 1999年5月、2000年5月                                               |              |
| 總督特里托 （Filoimea Telito）        | 2002年5月、2006年1月                                               |              |
| 總督 （Iakoba Taeia Italeli）         | 2010年4月、2014年11月                                              |              |
| 總督 （Tofiga Vaevalu Falani）        | 2023年7月                                                          |              |
| 行政首長                              |                                                                    |              |
| 總理 （Tomasi Puapua）                | 1986年9月                                                          |              |
| 總理 （Bikenibeu Paeniu）             | 1991年4月、1997年10月、1999年1月                                   |              |
| 總理 （Kamuta Latasi）                | 1994年12月                                                         |              |
| 總理 （Ionatana Ionatana）            | 2000年2月                                                          | 兼任外交部長 |
| 總理 （Faimalaga Luka）               | 2001年6月、2003年9月                                               |              |
| 總理 （Koloa Talake）                 | 2002年4月                                                          |              |
| 總理 （Saufatu Sopoanga）             | 2003年2月、2004年5月                                               | 兼任外交部長 |
| 總理 （Maatia Toafa）                 | 2005年5月                                                          |              |
| 總理 （Apisai Ielemia）               | 2006年12月、2007年9月、2007年12月、2008年5月、2009年2月、2010年4月 |              |
| 總理 （Willy Telavi）                 | 2011年2月、2012年5月、2013年3月                                    |              |
| 總理 （Enele Sosene Sopoaga）         | 2013年11月、2015年1月、2016年5月、2017年10月、2018年5月、2019年4月 |              |
| 總理那塔諾 （Kausea Natano）          | 2022年9月                                                          |              |
| 總理 （Feleti Penitala Teo）          | 2024年5月、2024年10月                                              |              |
| 國會議長                              |                                                                    |              |
| 議長馬魯亞 （Kokea Malua）            | 1991年1月                                                          |              |
| 議長 （Tomasi Puapua）                | 1996年8月、1997年11月                                              |              |
| 議長希歐內 （Tomu Malaefone Sione）   | 2001年10月                                                         |              |
| 議長 （Otinielu Tauteleimalae Tausi） | 2005年1月、2017年7月、2019年8月                                    |              |
| 議長 （Kamuta Latasi）                | 2006年12月、2007年8月、2009年8月、2011年5月                        |              |
| 議長戴伊歐 （Samuelu Penitala Teo）   | 2023年1月                                                          | [ 8 ]        |
| 議長依塔雷理 （Iakoba Taeia Italeli） | 2024年9月                                                          |              |

#### 中華民國高層訪吐瓦魯團（1996年7月後）
| 國家元首   |               |  |
| 總統陳水扁 | 2005年5月     |  |
| 總統馬英九 | 2010年3月     |  |
| 總統蔡英文 | 2017年11月1日 |  |
| 總統賴清德 | 2024年12月4日 |  |

## 兩國合作項目

### 兩國政府間合作協定或備忘錄
| 日期           | 簽署                                                                   | 備註     |
| -------------- | ---------------------------------------------------------------------- | -------- |
| 1981年11月5日  | 《漁業協定》                                                           |          |
| 1983年6月17日  | 《中華民國臺灣區遠洋鮪魚船魚類輸出業同業公會與吐瓦魯政府間入漁協定》   | [ 註 2 ] |
| 1999年11月24日 | 《關於國際合作發展基金會志工協定》                                     |          |
| 2002年4月19日  | 《有關微額貸款機構技術協助計畫備忘錄》                                 |          |
| 2003年9月30日  | 《農業技術合作協定》                                                   | [ 註 3 ] |
| 2004年12月1日  | 《衛生合作協定》                                                       |          |
| 2006年6月9日   | 《禽流感疫情交換合作瞭解備忘錄》                                       |          |
| 2019年5月3日   | 《承認吐瓦魯國籍船舶服務之船員所持訓練及適任證明文件協定》             |          |
| 2022年9月5日   | 《海巡合作協定》                                                       | [ 10 ]   |
| 2022年9月5日   | 《警政合作協定》                                                       |          |
| 2023年6月2日   | 《刑事司法互助條約》、《外交人員訓練及交流合作協定》、《技術合作協定》 | [ 11 ]   |

## 兩國貿易
| 年分 | 貿易總額  | 年增減   | 排名 | 出口至吐瓦魯 | 年增減   | 排名 | 自吐瓦魯進口 | 年增減     | 排名 |
| ---- | --------- | -------- | ---- | ------------ | -------- | ---- | ------------ | ---------- | ---- |
| 2022 | 592,062   | ▲28.65%  | 199  | 589,446      | ▲29.10%  | 184  | 2,616        | ▼27.91%    | 218  |
| 2023 | 1,813,897 | ▲206.37% | 180  | 1,813,773    | ▲207.71% | 168  | 124          | ▼95.26%    | 234  |
| 2024 | 1,691,796 | ▼6.731%  | 183  | 1,683,921    | ▼7.159%  | 167  | 7,875        | ▲6250.806% | 210  |

- 中華民國—吐瓦魯主要出口項目：燈具及照明配件、空氣泵或真空泵及風扇、撚線、繩、索及纜、機車、其他鋼鐵製品等。[13]
- 中華民國—吐瓦魯主要進口項目：冷凍魚。[13]

## 旅遊

持中華民國護照的中華民國公民可以免簽證的方式入境吐瓦魯。

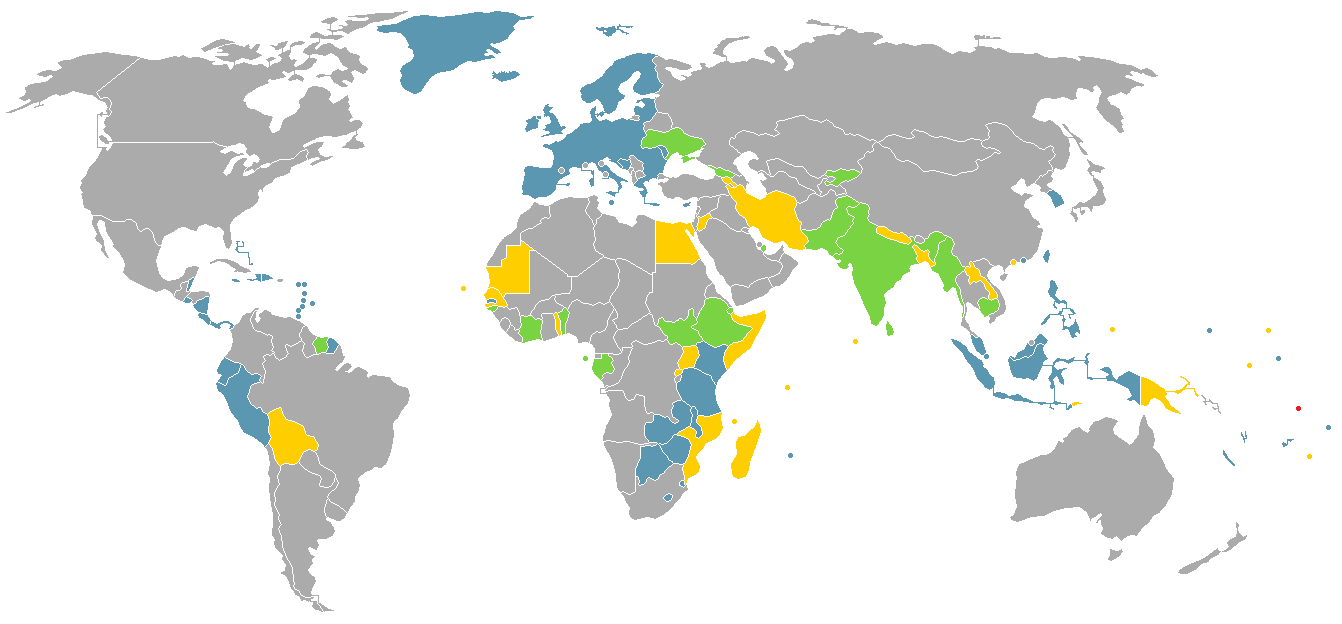
持吐瓦魯護照的吐瓦魯公民可以免簽證的方式入境中華民國。

### 簽證
持有中華民國護照的中華民國公民，吐瓦魯政府對於中華民國護照持有人，給予90日入境免簽證待遇。
持吐瓦魯護照的吐瓦魯公民給予90日入境免簽證待遇入境中華民國。

### 航空客運
兩國目前無直航班機，來往吐瓦魯之客運航線方式：
1.可搭乘飛往悉尼、布里斯本、奧克蘭班機。
2.在各機場轉機前往蘇瓦（悉尼、奧克蘭轉機）、南塔拉瓦（布里斯本轉機）。
3.轉機即可抵達富納富提的富納富提國際機場。
＊上述目的地國際機場為鄰近該國首都或該國最主要樞紐機場。
＊航線會因航空公司營運狀況更改或取消，出發前應與負責該航線的航空公司確認航線及航班，以免影響權益。

## 外部連結
- 中華民國外交部吐瓦魯國簡介 （页面存档备份，存于） （繁體中文）(Facebook （页面存档备份，存于） 、X)

- 中華民國駐吐瓦魯國大使館 （页面存档备份，存于） （繁體中文）（英文）(Facebook （页面存档备份，存于） 、X)